# Ermessenda de Castellbò
Ermessenda de Castellbò, död 1237, var en andorransk feodalherre. Hon var regerande vicegrevinna av Castellbò 1226-1237.
Hon var dotter till Arnalda de Caboet och Arnaud Ier de Castelbon. 
Hon gifte sig med Roger Bernat II de Foix 1208. Genom henne kom Andorra att förenas med grevedömet Foix under hennes barnbarn greve Roger-Bernard III av Foix 1278. 
Hon var Katarer. På grund av hennes katariska tro, lät inkvisitorn under kättarförföljelserna i Andorra 1267 gräva upp och bränna hennes och hennes fars kvarlevor. 